# Air Bissau
A Air Bissau foi a companhia de bandeira da Guiné-Bissau, com operações a partir da sua base no Aeroporto Internacional Osvaldo Vieira em Bissau.

## História
A Transportes Aéreos da Guiné Portuguesa (TAGP) foi fundada em 1960 para operar voos dentro da Guiné Portuguesa enquanto companhia aérea de bandeira. Foram inaugurados pouco depois da fundação serviços nas rotas de Bissau para destinos externos como Dakar, Ilha do Sal e Praia. Em 1961, a empresa usava nas rotas um de Havilland Heron e dois de Havilland Dragon Rapides. Em 1968, a companhia aérea usava dois De Havilland Herons, três Dornier Do 27s, um Cessna 206, um Cessna 172 e um Auster. A companhia de bandeira portuguesa, TAP, assumiu alguns voos da TAGP, utilizando aeronaves da Boeing em vez dos Cessnas da própria. A TAP voava da Ilha do Sal a Bissau com os Boeings, e a TAGP fazia o voo de regresso com as suas aeronaves ligeiras.
Quando a Guiné Portuguesa se tornou independente de Portugal em 1974 e foi rebatizada como Guiné-Bissau, a companhia aérea também mudou de nome para Linhas Aéreas da Guiné-Bissau (LAGB). A empresa operava um HS-748, um Dornier Do 27 e um Cessna 206 naquela época.
Em meados da década de 1980, a companhia aérea tornou-se propriedade da Organização para a Libertação da Palestina (OLP), que à época também era proprietária da Maldives Airways. O nome da companhia aérea foi alterado para Transportes Aéreos da Guiné-Bissau (TAGB). Voou para o Senegal, Cabo Verde, Gâmbia e Guiné, e ainda domesticamente de Bissau para Bubaque. Em 1988, foi inaugurado um serviço de Bissau para Paris, em conjunto com a companhia aérea francesa Europe Aéro Service, operada com um Boeing 727 desta última. O nome da companhia aérea foi alterado para Air Bissau, o seu nome final, em 1989.
Um Fokker F27 da companhia aérea caiu perto de Dori, em Burkina Faso, a 15 de agosto de 1991, matando três tripulantes palestinos a bordo. O avião que voava de Kano, na Nigéria, para Bamako, Mali, bateu em árvores e depois caiu e quebrou. O acidente destacou o papel da Organização para a Libertação da Palestina nas operações da Air Bissau, que supostamente forneceu à companhia três Fokker F27s, operados por tripulações palestinas. Segundo a Flight International, este papel foi formalizado através de acordo entre a OLP e a Guiné-Bissau em 1988, que segundo Daniel Pipes viu George Khallaq comprar parte do capital da companhia aérea ao governo da Guiné-Bissau.
A companhia aérea também operava um Antonov An-24, que caiu em 7 de abril de 1992 perto de Ma'tan as-Sarra, na Líbia. A aeronave encontrava-se em voo de Cartum, no Sudão, para Túnis, na Tunísia, quando se deparou com uma tempestade de areia no Deserto do Saara, forçando a tripulação palestina a tentar um pouso de emergência na Base Aérea Maaten al-Sarra. De acordo com relatos de rádio da Líbia, a aeronave desapareceu 15 minutos antes de chegar à base. A aeronave transportava o presidente da OLP, Yasser Arafat, e uma comitiva de guarda-costas e assistentes. A aeronave foi encontrada pela Força Aérea Líbia quase 12 horas após o acidente, confirmando-se que três tripulantes morreram e todos os dez passageiros, incluindo Arafat, sobreviveram. 
Foi noticiado que em 1996 todas as aeronaves da frota foram vendidas ou declaradas perdidas, e o governo planeava privatizar a companhia aérea. Todos os seus voos eram operados em conjunto com outras companhias aéreas, fazendo uso das suas aeronaves. A Air Bissau operava um serviço semanal conjunto Bissau- Lisboa com um Boeing 757 operado pela Transportes Aéreos de Cabo Verde, e um serviço semanal Bissau-Dakar em conjunto com a mesma, utilizando um dos seus ATR 42.
A companhia aérea foi liquidada em 1998, quando o governo da Guiné-Bissau contratou todos os serviços à TACV de Cabo Verde.